# Bubas bubaloides

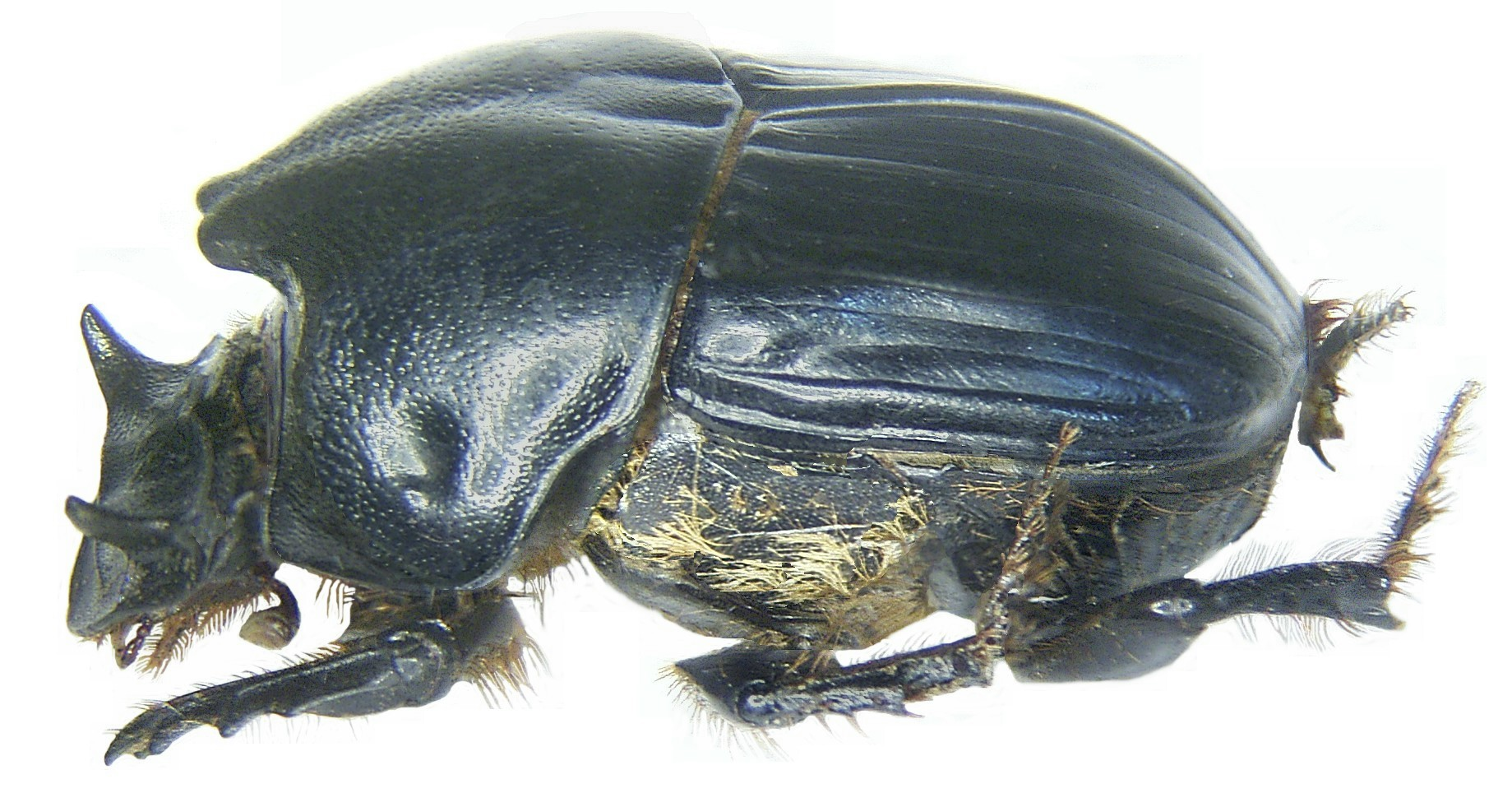

Bubas bubaloides  (лат.) — вид жесткокрылых насекомых из подсемейства скарабеин из семейства пластинчатоусых.
Южная Европа (Турция, Кипр). Западная Азия (Иран, Сирия) и Афганистан. Северная Африка (Алжир, Марокко, Египет).
Среднего размера жуки округло-овальной формы, чёрного цвета с красноватыми лапками и усиками. Длина тела от 12 до 20 мм.